# Ельмінія гірська
Ельмінія гірська (Elminia albonotata) — вид горобцеподібних птахів родини Stenostiridae.

## Поширення
Вид поширений в гірських районах Східної Африки. Трапляється в Кенії, Танзанії, Уганді, Руанді, Бурунді, Малаві, Мозамбіку, на сході Демократичної Республіки Конго, Замбії та Зімбабве. Мешкає в тропічних та субтропічних гірських лісах та рідколіссях. В горах Удзунгва трапляється на висоті 600—1900 метрів. В інших районах ніколи не опускається нижче 1200 метрів. Верхня межа існування 2700 метрів.

## Опис
Невеликий птах, завдовжки 13 см. Оперення сіре, лише крила та чубчик на голові чорні, а черево та нижня сторона хвоста білі. Дзьоб короткий, але міцний, чорного кольору.

## Спосіб життя
Трапляється парами або невеликими сімейними групами, інколи приєднується до змішаних пташиних зграй. Живиться комахами та іншими дрібними членистоногими. У сезон розмноження пари територіальні. Гніздо будується серед гілок дерев на висоті 2-6 метрів. У гнізді 2 яйця. Насиджує самиця. Пташенята покидають гніздо через 15 днів після вилуплення.